# Ribes bogotanum
Ribes bogotanum är en ripsväxtart som beskrevs av Eduard von Glinka Janczewski. Ribes bogotanum ingår i släktet ripsar, och familjen ripsväxter. Inga underarter finns listade i Catalogue of Life.